# تشارلز روجر ألكوك
تشارلز روجر ألكوك (بالإنجليزية: Charles Roger Alcock) (من مواليد 15 يونيو 1951) هو فلكي، وأستاذ جامعي بريطاني نيوزيلندي. وهو عضو في الأكاديمية الوطنية للعلوم والأكاديمية الأمريكية للفنون والعلوم. كان مديرًا لمركز هارفارد-سميثونيان للفيزياء الفلكية بكامبريدج بماساتشوستس من عام 2004 حتى عام 2022.

## مسيرته
تلقى البروفيسور ألكوك تعليمه في جامعة أوكلاند، نيوزيلندا وفي معهد كاليفورنيا للتكنولوجيا. كان سابقًا عضوًا لفترة طويلة في معهد الدراسات المتقدمة (1978-1980)، وأستاذًا مشاركًا للفيزياء في معهد ماساتشوستس للتكنولوجيا (1981-1986)، وعالم فيزياء في مختبر لورانس ليفرمور الوطني (1987-2000). )، وأستاذ علم الفلك والفيزياء في جامعة بنسلفانيا (2001-2004). وكان مديرا لمركز الفيزياء الفلكية | جامعة هارفارد وسميتيهسونيان من 2004 إلى 2023، وشغل منصب القائم بأعمال وكيل وزارة العلوم في مؤسسة سميثسونيان (2008-2009). حصل البروفيسور ألكوك على جائزة إرنست أو. لورانس للفيزياء من وزارة الطاقة في عام 1996 وجائزة بياتريس إم تينسلي من الجمعية الفلكية الأمريكية في عام 2000. وتم انتخابه لعضوية الأكاديمية الوطنية للعلوم في عام 2001 والأكاديمية الأمريكية للفنون والعلوم. العلوم عام 2006.
تعلم في معهد كاليفورنيا للتقانة